# Ито, Сэйити
Сэйити Ито (яп. 伊藤 整 Сэйити Ито, 26 июля 1890, Мияма — 7 апреля 1945, Тихий океан) — адмирал Императорского флота Японии и флаг-офицером оперативного соединения, сосредоточенного вокруг линкора «Ямато» во время его последней миссии в конце Второй мировой войны.

## Биография
Родился в уезде Миике, город Такада (ныне город Мияма, префектура Фукуока). В июне 1911 года окончил 39-й класс Военно-морской академии Императорского флота Японии. Он занял 15-е место из 148 кадетов и служил мичманом на крейсере «Асо» и броненосце «Аки».
Его продвижение по службе было регулярным и быстрым: 1 декабря 1912 года он получил звание лейтенанта, 1 декабря 1914 года — старшего лейтенанта и 1 декабря 1917 года — капитан-лейтенант.
В 1923 году Ито окончил Высшую военную академию Императорского флота Японии в составе 21-го класса со званием лейтенант-коммандера. После академии с мая по декабрь 1927 года посетил Соединённые Штаты, а после возвращения был повышен до Капитана 2-го ранга. 1 декабря 1931 года был повышен до Капитана 1-го ранга. С марта 1932 по ноябрь 1933 года занимал должность военно-морского атташе в Маньчжоу-го.
Вместе с адмиралом Исороку Ямамото Ито, хорошо осознавая неравенство в ресурсах и промышленной мощи между США и Японией, был ярым сторонником поддержания хороших отношений с Соединёнными Штатами.

## Дальнейшая карьера
В ноябре 1933 года получил свое первое командование в должности капитана лёгкого крейсера «Кисо». В ноябре 1935 года был назначен командиром только что введенного в строй тяжёлого крейсера «Могами». В апреле 1936 года принял командование тяжёлым крейсером «Атаго», а в декабре того же года — линкором «Харуна».
1 декабря 1937 года был повышен до контр-адмирала и назначен начальником штаба 2-й флотилии. В следующем году он стал начальником кадрового управления военно-морского министерства. После двух лет службы в этой должности, в ноябре 1940 года, принял командование 8-й дивизией крейсеров (CruDiv 8), а в апреле 1941 года был назначен начальником штаба Объединенного флота.
В сентябре того же года стал заместителем начальника Генерального штаба Императорского флота Японии и месяц спустя, 15 октября 1941 года, был повышен до звания вице-адмирала. Он оставался на этой должности до декабря 1944 года, когда был назначен командующим 2-го флотилии, базирующейся на Внутреннем море.
В начале апреля 1945 года Ито командовал последним крупным наступлением Императорского флота под кодовым названием «Тэн-ити-го» («Небеса-1»), целью которого было уничтожение военно-морских сил США во время битвы за Окинаву. Ито решил лично участвовать в бою на борту «Ямато». Первоначально Ито считал эту операцию бесполезной и убийственной, но в конечном итоге уступил, после того, как был проинформирован о том, что Император ожидает, что Флот предпримет какую-то атаку.
7 апреля американские самолёты обнаружили японские корабли, направляющиеся к Окинаве, а затем подверглись атаке нескольких сотен самолётов с американских авианосцев. При отсутствии поддержки с воздуха соединение было обречено на гибель. «Ямато», «Яхаги» и четыре эсминца были потоплены множественными попаданиями бомб и торпед. Во время боя Ито находился на мостике, когда линкор начал тонуть. После того как Ито приказал отменить миссию и оставить оставшиеся корабли для спасения выживших, он решил пойти ко дну вместе с «Ямато». 
Ито был посмертно повышен до звания адмирала. Через десять дней после смерти его единственный сын погиб, участвуя в атаке камикадзе недалеко от Окинавы.

## В кино
- В военном фильме 2005 года «Ямато» (男たちの大和, Otokotachi no Yamato) роль Ито исполнил японский актёр Тэцуя Ватари[англ.].
- В фильме  Сюэ Мацубаяси[англ.] 1981 года «Рэнго Кантай» (連合艦隊, букв. «Объединённый флот», позже выпущенном в США под названием The Imperial Navy), Ито сыграл Кодзи Цурута.
- В фильме Сюэ Мацубаяси 1963 года «Тайхэйё но цубаса» (太平洋の翼, букв. «Крылья над Тихим океаном», позже выпущенном в США под названиями Attack Squadron! и Kamikaze), Ито был сыгран Сусуму Фудзита[англ.].
- В фильме Ютаки Абэ 1953 года «Сэнкан Ямато» (戦艦大和, букв. «Линкор Ямато»), роль Ито исполнил Минору Такада.